# Barisão Torquitório IV de Cagliari
Barisão Torquitório IV (c.1190- depois de 20 de abril de 1217) foi Juíz de Cagliari e de Arborea.

## Biografia

### Primeiros anos
Filho do Juíz Pedro I de Arborea e de Bina (ou Jacobina), Barisão terá assistido aos ̟últimos anos do governo do paiː a divisão do julgado com o visconde de Bas Hugo e toda a confusão política que se desenrolou em Arborea durante a invasão de Guilherme I Salúsio IV de Cagliari. Com o pai preso em Pisa (e morto pouco depois) e Hugo morto em 1211, Barisão começa a reclamar o julgado de Arborea, que era seu por direito, a Guilherme. 
Dada a inflexibilidade de Guilherme, Barisão viu que a única maneira de alguma vez vir a ter poder sobre Arborea seria casando com a  filha e herdeira de Guilherme, Benedita, o que aconteceu em 1214. Barisão e Benedita eram parentes, pelo que houve a necessidade de enviar uma dispensa matrimonial ao então Papa Inocêncio III. Inocêncio concedeu a dispensa, sob a condição de se fazer a paz entre os dois julgados conflituosos. Barisão tornava-se assim, conjuntamente com a sua esposa, herdeiro universal de Guilherme, que faleceu nesse mesmo ano. 

### Reinado
Quando subiu ao trono de Cagliari, Barisão tomou o nome Torquitório IV, seguindo a tradição desse julgado de acrescentar ao seu nome o nome dos que seriam os primeiros governantes, Salúsio e Torquitório. O uso destes nomes pelos monarcas deveria suceder de forma alternada. Contrariamente ao seu predecessor, Barisão não estava interessado na união dos dois julgados, e foi o que acabou por acontecer. Apesar de governar em ambos, governou-os como dois julgados independentes. A este facto ajudava a eleição do seu primo Pedro II de Arborea, filho do malogrado Hugo I, como juiz de Arborea. Não possuía desta forma autoridade absoluta sobre nenhum dos julgados, visto que partilhava o poder em Arborea com o primo e em Cagliari com a esposa. 
Com Benedita rendeu homenagem à Santa Sé a 18 de novembro de 1215, e pouco depois reconhecia a suserania da República de Pisa e a autoridade do arcebispo dessa cidade..

### Morte
Com a morte de Barisão em 1217, os dois julgados tornam-se novamente independentesː o Julgado de Cagliari continuaria na posse da sua esposa até à morte desta em 1232, e foi sucedida pelo seu filho Guilherme; o Julgado de Arborea ficou reunido em poder de Pedro II. 

## Casamento e descendência
Em 1214, Barisão casou com Benedita de Cagliari, herdeira de Cagliari. Dela teve um ̟único filho, Guilherme, que sucederia à mãe em Cagliari como Guilherme II Salúsio V.